# 裂果薯
裂果薯（学名：Schizocapsa plantaginea），为蒟蒻薯科裂果薯属下的一个植物种。